# Буза
Буза (рум. Buza) — село у повіті Клуж в Румунії. Адміністративний центр комуни Буза.
Село розташоване на відстані 313 км на північний захід від Бухареста, 44 км на схід від Клуж-Напоки.

## Населення
За даними перепису населення 2002 року у селі проживали 1213 осіб.
Національний склад населення села:
| Національність | Кількість осіб | Відсоток |
| -------------- | -------------- | -------- |
| румуни         | 616            | 50,8 %   |
| угорці         | 587            | 48,4 %   |
| цигани         | 10             | 0,8 %    |

Рідною мовою назвали:
| Мова      | Кількість осіб | Відсоток |
| --------- | -------------- | -------- |
| румунська | 622            | 51,3 %   |
| угорська  | 587            | 48,4 %   |